# Piteå (comuna)
Piteå (em sueco: Piteå kommun; em finlandês:  Piitimen kunta) é uma comuna da Suécia situada no condado de Norrbotten, no norte do país.

Está localizada no sudeste do condado, junto à foz do rio Piteälven na baía de Bótnia, no mar Báltico.
Sua capital é a cidade de Piteå.
Tem uma área de 3 087 km² e uma populacão de 42 191 habitantes (2021).

## Localidades principais
Localidades com mais população da comuna (2021):

- Piteå – 23 181 habitantes
- Bergsviken – 2 312 habitantes
- Rosvik – 1 868 habitantes
- Norrfjärden – 1 591 habitantes
- Roknäs – 1 276 habitantes
- Hortlax – 1 085 habitantes

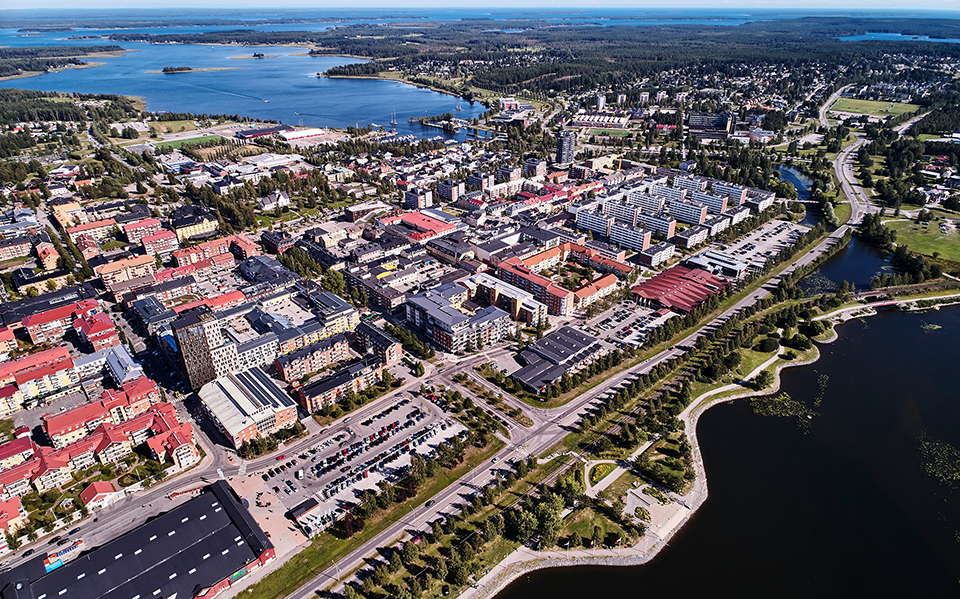
O centro de Piteå
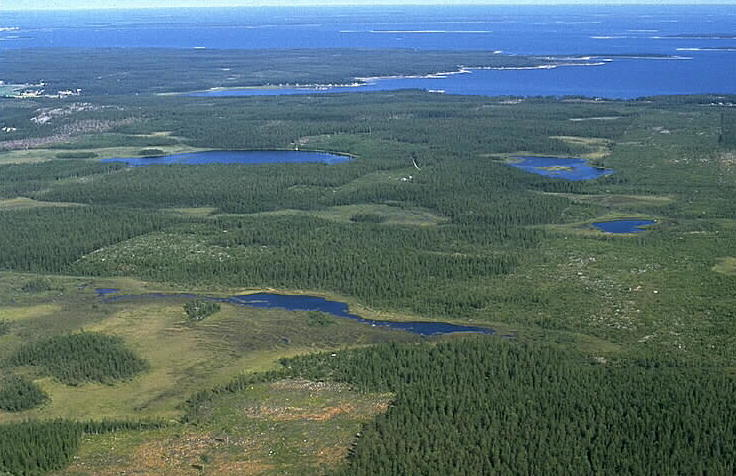
Vista aérea da comuna
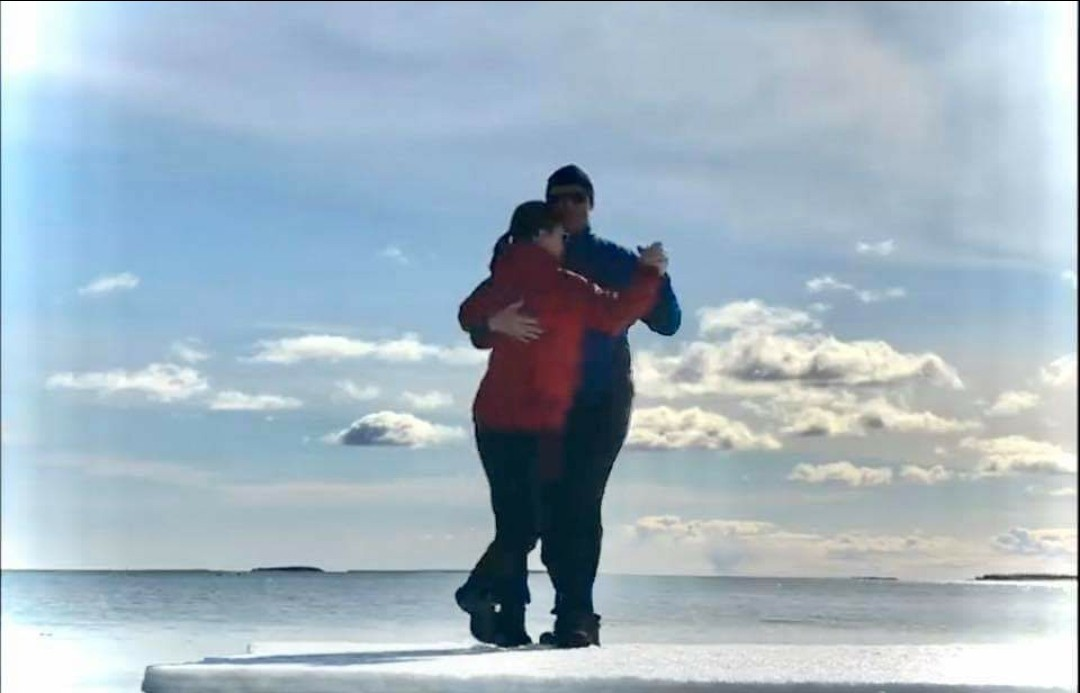
Praia de Gläntan no inverno
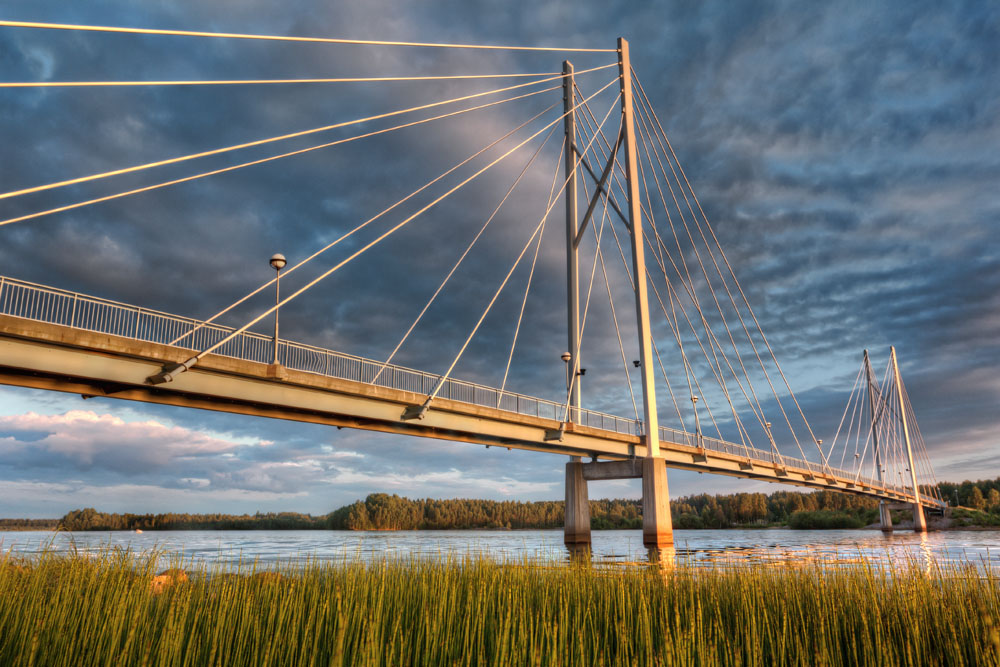
A ponte de Öholmabron, entre Piteå e Bergsviken